# Ypsilandra yunnanensis
Ypsilandra yunnanensis là một loài thực vật có hoa trong họ Melanthiaceae. Loài này được W.W.Sm. & Jeffrey miêu tả khoa học đầu tiên năm 1916.